# Đuro Đukanović
Đuro Đukanović (* 24. April 1902 in Velika Ludina; † 1. April 1945 in Zagreb) war ein jugoslawischer Radrennfahrer und nationaler Meister im Radsport.

## Sportliche Laufbahn
Đukanović war dreimal (1922–1924) jugoslawischer Meister im Straßenrennen. 1924 startete er für Jugoslawien bei den Olympischen Sommerspielen in Paris und wurde im olympischen Einzelzeitfahren als 35. klassiert. In der Mannschaftswertung kam er mit seinem Team auf den 10. Rang. Er startete für den Verein Sokol Zagreb.